# 地域総合整備財団
一般財団法人地域総合整備財団（ちいきそうごうせいびざいだん、通称「ふるさと財団」）とは、都道府県及び政令指定都市の出捐により、民間能力を活用し地域の振興と発展を目的として、発足した公益法人である。
この財団の主な業務は、地方自治体（都道府県及び市町村）が地域総合整備資金貸付（通称「ふるさと融資」という）を行う際に、当該貸付が適当であるかどうかの総合的な調査と検討である。その他民間能力を活かした地域振興施策として、指定管理者制度の研究、PPP・PFIの推進、地域企業の新分野進出支援、まちなかの再生事業などを行っている。

## 概要
住所
- 東京都千代田区麹町4-8-1

沿革
- 1988年（昭和63年）12月21日設立

許可
- 自治大臣、大蔵大臣

歴代理事長
- 初代　　首藤尭（元自治事務次官）
- 2代目　津田正（元自治事務次官）
- 3代目　湯浅利夫（元自治事務次官）
- 4代目　吉田弘正（元自治事務次官）
- 5代目　鈴木正明（元消防庁長官）
- 6代目　吉田弘正（元自治事務次官）再任
- 7代目　嶋津昭（元総務事務次官）現理事長

## 組織
- 総務部
  - 総務課
- 融資部
  - 企画調整課
  - 調査課
  - 管理課
- 開発部
  - 開発課
- 振興部
  - 振興課
  - まちなか再生室

## 主な業務
- ふるさと融資（地方公共団体による無利子融資）の総合的な調査・検討
- まちなか再生支援
  - まちなか再生総合プロデュース
  - まちなか再生支援協力委員会の運営
  - まちなか再生ポータルサイトの運営
  - まちなか再生相談
- PPP・PFIの推進
  - 自治体PFI推進センターの運営
  - PFIアドバイザー派遣
  - PFI研修会・自治体職員のためのPFI基礎講座の実施
  - 官民連携シンポジウムの実施
- 企業の新分野進出支援
  - 新分野進出等企業支援補助
  - 新分野進出等アドバイザー・社外パートナー派遣